# 天主教乌穆阿拉马教区
天主教烏穆阿拉馬教區（拉丁語：Dioecesis Umuaramensis），是巴西一個天主教教區，位於巴拉那州西北部，包括三十個市。此教區屬馬林加總教區。
教區成立於1973年5月26日，2010年有教友319,000人，佔總人口76.5%。有四十一個堂區、司鐸六十三人。現任教區主教為若望·馬梅德-菲爾奧，榮休主教為若瑟·瑪利亞·邁莫內。